# Municipio de San Fernando (Tamaulipas)
El municipio de San Fernando es uno de los cuarenta y tres municipios que conforman el estado mexicano de Tamaulipas. Se ubica en las costas de la laguna Madre, en el noreste del estado. Su cabecera municipal es la ciudad del mismo nombre.

## Geografía
El municipio de San Fernando se encuentra localizado en la zona norte de la costa de Tamaulipas en el Golfo de México, perteneciendo a él la mayor parte de la  Laguna Madre, la laguna costera más grande de México. San Fernando tiene una extensión territorial de 6 091.36 kilómetros cuadrados que representan el 6.88% de la extensión total del estado.
Limita al noreste con el municipio de Matamoros, al norte con el municipio de Río Bravo, al noroeste con el municipio de Méndez, al oeste con el municipio de Burgos, al sureste con el municipio de Cruillas, y al sur con el municipio de Abasolo y con el municipio de Soto la Marina.

## Demografía
De acuerdo a los resultados del Censo de Población y Vivienda realizado en 2010 por el Instituto Nacional de Estadística y Geografía, la población total del municipio de San Fernando es de 57 220 personas, de las cuales 28 800 son hombres y 28 420 son mujeres.

### Localidades
En el municipio de San Fernando se localizan 810 localidades, las principales y su población en 2005 se enlistan a continuación:
| Localidad                             | Población |
| Total municipio                       | 57 220    |
| San Fernando                          | 29 665    |
| General Francisco Villa               | 3498      |
| Carboneras                            | 2693      |
| General Francisco González Villarreal | 1829      |
| Alfredo V. Bonfil                     | 1265      |
| San Germán                            | 1146      |
| El Barrancón del Tío Blas             | 1050      |

## Política
El gobierno del municipio es ejercido por el Ayuntamiento, que es electo por voto universal, directo y secreto para un periodo de tres años que no pueden ser reelegidos para el periodo inmediato pero si de forma no continua, el ayuntamiento lo conforman el presidente municipal, dos síndicos y el cabildo formado por doce regidores, ocho electos por mayoría y cuatro por el principio de representación proporcional; todos entran a ejercer su cargo el día 1 de enero del año siguiente al que se llevó a cabo su elección.

### Representación legislativa
Para la elección de diputados locales al Congreso de Tamaulipas y de diputados federales a la Cámara de Diputados de México el municipio de San Fernando se encuentra integrado en los siguientes distritos electorales:
Local:
- XIII Distrito Electoral Local de Tamaulipas con cabecera en San Fernando.[8]

Federal:
- III Distrito Electoral Federal de Tamaulipas con cabecera en Río Bravo.[9]

### Presidentes municipales
- (1993 - 1995): Rosalinda Banda Gómez
- (1996 - 1998): Delia Garza Gutiérrez
- (1999 - 2001): Gabriel de la Garza Garza
- (2002 - 2004): Juan José Galván García
- (2005 - 2007): Delia Garza Gutiérrez
- (2008 - 2010): Alejandro Franklin Galindo
- (2010 - 2013): Tomás Gloria Requena
- (2013 - 2016): Mario De la Garza Garza
- (2016 - 2018): José Ríos Silva
- (2018 - 2021): José Ríos Silva
- (2021 - 2024): Maybella Lizeth Ramírez Saldívar